# Bataille de Yanling
guerre entre les états de Chu et de Jin
La Bataille de Yanling (chinois traditionnel : 鄢陵之戰)  est un conflit entre les états de Chu et de Jin, qui a lieu a Yanling, dans la province du Henan, en 575 av. J.C, pendant Période des Printemps et Automnes de l'histoire de la Chine.

## Situation avant le conflit
En 597 av. J.-C., le Roi Zhuang de Chu inflige une défaite cuisante a l'état de Jin, le rival le plus puissant du Chu, lors de la bataille de Bi, ce qui lui permet d’être reconnu comme Hégémon par les autres États. En 590, le roi Zhuang meurt et c'est son fils, le Roi Gong de Chu, qui monte sur le trône.
En 577 av. J.-C., l'état de Zheng, un vassal du Jin, attaque l'état de Xu (許), un vassal du Chu. L'année suivante, le Chu attaque Zheng pour se venger, et le force a devenir son vassal. Peu de temps après, Zheng attaque l'état de Song, un autre vassal du Jin. En 575 av. J.-C., le duc Li de Jin lève une armée pour attaquer le Zheng, tandis que le roi Gong fait de même pour défendre son nouvel allié.

## Déroulement de la bataille
Du côté du Jin, Xi Qi (chinois : 郤錡) commande l'aile droite de l'armée tandis que Luan Shu (chinois : 欒書) commande le centre et Han Jue (chinois : 韓厥) l'aile gauche.  Le Chu a l'avantage numérique, mais à l'exception de la garde personnelle du roi, les soldats qui la compose sont de piètres combattants. De plus, l'armée du Chu est commandée par Zifan (chinois : 子反) et Zichong (chinois : 子重), deux officiers qui se détestent.
Suivant les conseils de Luan Shu, l'armée du Jin prend une position défensive au lieu de passer à l'attaque. C'est ainsi qu'à l'aube, les soldats Jin se déploient derrière un marais et un fossé, ce qui gêne la progression des troupes du Chu. Fen Huang, un officier Jin, fait remarquer a ses supérieurs que les meilleures troupes Chu, déployée au centre, sont embourbées dans les marais, et que les flancs ne sont composés que de soldats mal entraînés originaire de Zheng et des Dongyi. Les chars Jin se mettent alors en mouvement et chargent les deux flancs de l'armée du Chu, dispersant l'ennemi. Ils attaquent ensuite le centre, où se trouvait le roi Gong de Chu, qui commande personnellement ses troupes. Au cours de la bataille, le roi Gong reçoit une flèche dans l'œil et son armée est repoussée,,. Mais malgré cette blessure les officiers Jin le laissent s'échapper en signe de respect. À la fin de la journée, le Roi Gong convoque Zifan pour discuter du plan de bataille pour le lendemain; mais il trouve Zifan ivre. Le Roi Gong décide alors de battre en retraite et Zifan fini par se suicider

## Conséquences
Si l'État de Jin sort victorieux de ce conflit, il n'en récolte pas les fruits, car il est de plus en plus déchiré par des conflits internes, qui vont finalement conduire à sa partition en trois nouveaux États : Han, Zhao et Wei.
Du côté du Chu, cette défaite met fin a son hégémonie sur les autres états, mais en plus il doit faire face à la montée en puissance d'un nouvel ennemi dans le Sud.En effet, au début du sixième siècle avant J.-C., l'état de Jin aide l'État de Wu, situé près du delta du Yangzi, à renforcer son armée et réformer ses institutions politiques, afin qu'il puisse faire contrepoids au Chu. Ces réformes portent leur fruit, car le Wu vainc l'état de Qi et, après une série d'une dizaine de batailles et conflits étalés sur sept décennies, il envahit le Chu en 506 av. J.-C., après avoir vaincu l'armée du Roi Zhao de Chu lors de la bataille de Boju

## Pour approfondir
- C.J. Peers, Ancient Chinese Armies : 1500-200 BC, Osprey Publishing, 1990